# Aulonemia radiata
Aulonemia radiata är en gräsart som först beskrevs av Franz Josef Ivanovich Ruprecht, och fick sitt nu gällande namn av Mcclure och Lyman Bradford Smith. Aulonemia radiata ingår i släktet Aulonemia och familjen gräs. Inga underarter finns listade i Catalogue of Life.